# Brianna Carafa
Brianna Carafa d'Andria (Roma, 17 giugno 1924 – Roma, 23 marzo 1978) è stata una scrittrice italiana.

## Biografia
Psicanalista di professione, nel 1957 pubblica il volume Poesie presso l'editore Carucci in Roma.
Sempre nel 1957 escono due racconti: La porta di carta e Il sordo sulla rivista Botteghe Oscure, Quaderno XIX, I semestre 1957, pp. 549-557.
Ha pubblicato due romanzi presso Einaudi: La vita involontaria nel 1975 (candidato al premio Strega) e Il ponte nel deserto nel 1978.
Il primo, romanzo di formazione di ambientazione mitteleuropea, ebbe Italo Calvino  tra i mentori. Il romanzo La vita involontaria è stato ripubblicato nel 2020, Il ponte nel deserto nel 2023, entrambi da Cliquot. Cliquot ha inoltre pubblicato la raccolta Gli angeli personali (2021), che raccoglie i racconti pubblicati in rivista più un inedito.